# Grabów Szlachecki (przystanek kolejowy)
Grabów Szlachecki – przystanek kolejowy w Grabowie Szlacheckim, w woj. lubelskim, w Polsce.

## Ruch pasażerski

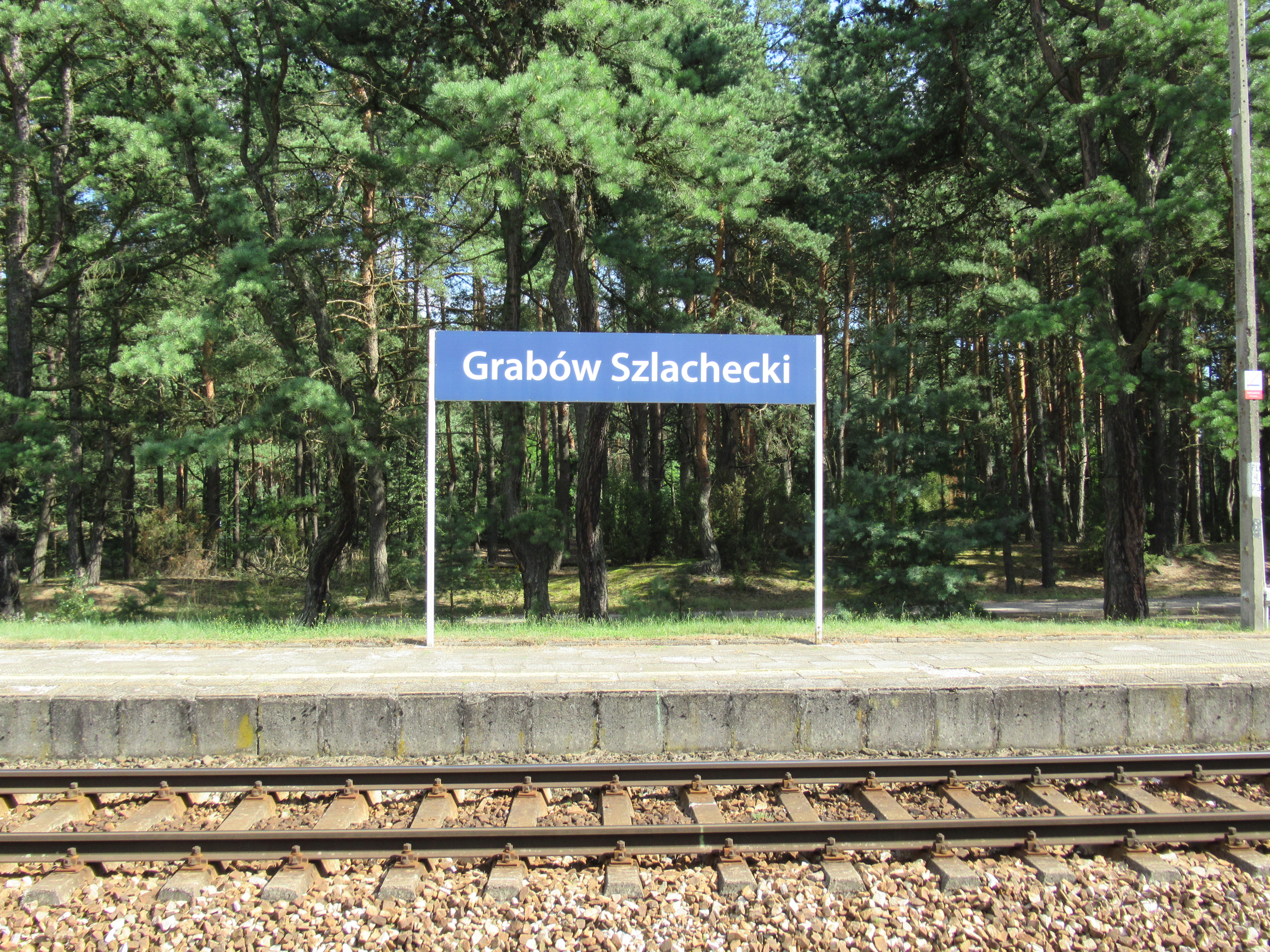
Tablica z nazwą przystanku

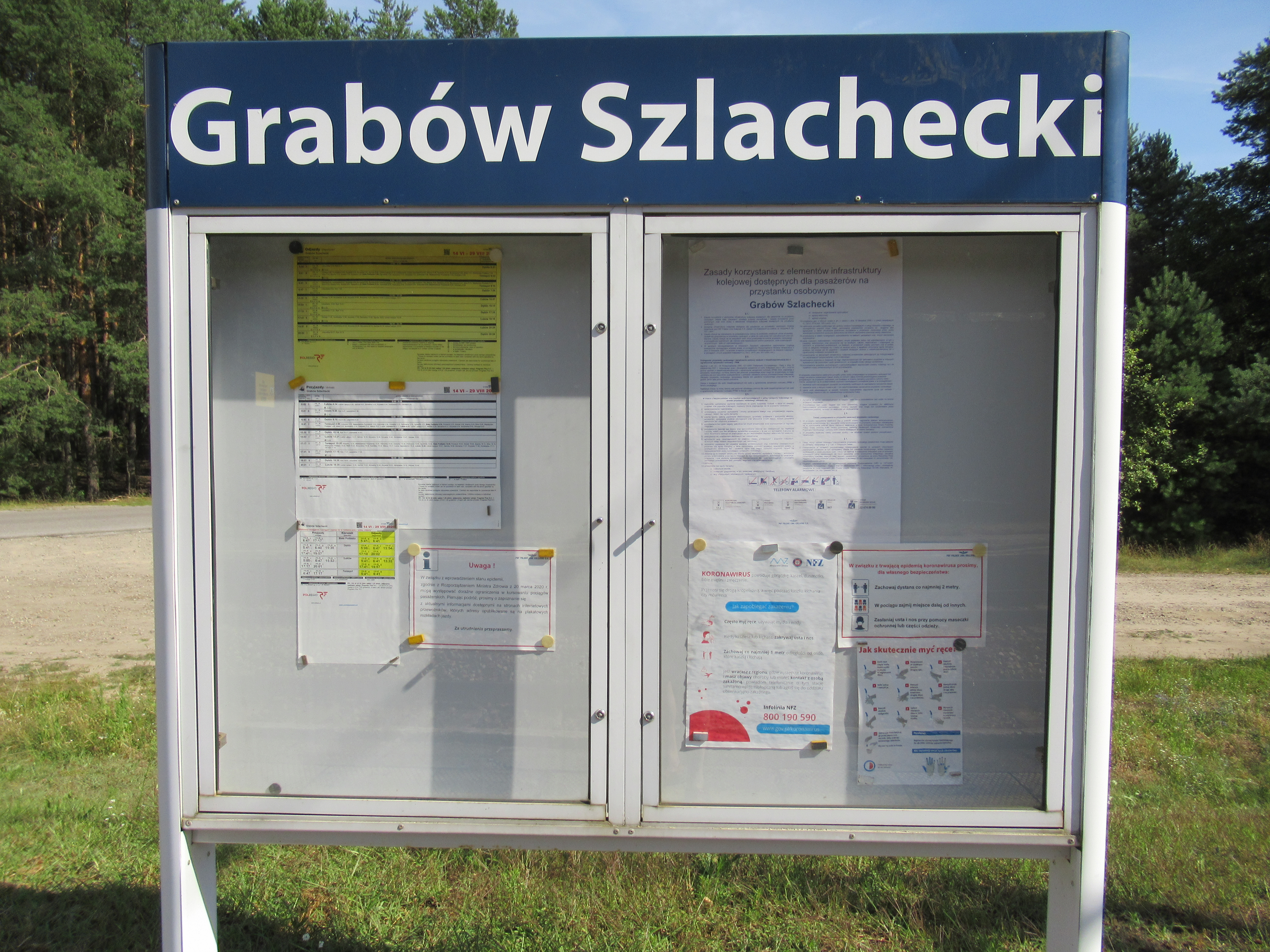
Gablota z rozkładem jazdy i innymi informacjami

| Rok  | Wymiana pasażerska na dobę |
| ---- | -------------------------- |
| 2017 | 20-49                      |
| 2022 | 20-49                      |